# Trémolat
Trémolat är en kommun i departementet Dordogne i regionen Nouvelle-Aquitaine i sydvästra Frankrike. Kommunen ligger i kantonen Sainte-Alvère som tillhör arrondissementet Bergerac. År 2022 hade Trémolat 629 invånare.

## Befolkningsutveckling
Antalet invånare i kommunen Trémolat
Referens:INSEE